# Neuheide (Sondershausen)
Neuheide ist ein Ortsteil von Sondershausen im Kyffhäuserkreis in Thüringen.

## Lage
Die Ansiedlung Neuheide liegt nördlich von Großfurra und südlich der Bundesstraße 4 von Sondershausen nach Nordhausen führend.

## Geschichte
Am Ortsrand von Großfurra wurde im Herbst 1945 die Gründung der ersten Neubauernsiedlung Deutschlands nach dem Zweiten Weltkrieg vollzogen. Auf dem enteigneten Gelände des Rittergutes Großfurra wurden Parzellen eingemessen und mit dem Bau von Straßen und Häusern begonnen. Die aus besitzlosen Landarbeitern, Kriegsflüchtlingen und Heimatvertriebenen bestehende Gemeinde sollte ein Musterdorf errichten und bewohnen.
Ein Denkmal mit der propagandistischen Losung „Junkerland in Bauernhand. 20 Jahre Demokratische Bodenreform 1945–1965. Erste Neubauernsiedlung in Deutschland“ wurde 1965 im Zentrum der Siedlung Neuheide errichtet. „Erste Neubauernsiedlung in Deutschland“ trifft nicht zu, es gab seit den 1920er Jahren eine ganze Reihe davon. Die umgebende Wacholderhecke ist so dicht geworden, dass man das Denkmal suchen muss (2015).
Die Bezirksleitung Erfurt der SED wurde angewiesen, den Ort Neuheide als ein Denkmalensemble für den sozialistischen Neuanfang in Deutschland zu bewahren. Dies hatte für die damaligen Bewohner der 30 Neubauernhäuser fatale Folgen. Jeder Wunsch der Bewohner nach Modernisierung oder Umbau dieser Häuser – bis hin zu elementaren technischen Verbesserungen – wurde mit Verweis auf den Denkmalstatus abgelehnt. Die Siedlung sollte zum bewohnten Freilichtmuseum werden.
Der im Wesentlichen aus Abbruchmaterial und Restbeständen errichtete Siedlungskomplex wurde nach einem von Hermann Henselmann, damals Hochschule für Baukunst und Bildende Künste zu Weimar, entworfenen Plan gestaltet. Er hatte Anfang der 1940er Jahre für den Reichsgau Wartheland schon ähnliche Siedlungen gestaltet.
Beim Bau wurde der 1945 von Henselmann neu entworfene Haustyp „Thüringen“ verwendet. In dem am traditionellen Fachwerkbau orientierten Gebäude befinden sich Wohnung, Stall und Scheune unter einem gemeinsamen Dach. Der Wohnbereich liegt an der Straßenfront, das Erdgeschoss besitzt die Wohnküche, den Hauptwohnraum und einen Flur mit Treppenaufgang zu den Schlafräumen im Dachgeschoss. Den Stall erreicht man durch die Futterküche, er bot maximal Platz für vier Rinder, Jungvieh und zwei Schweine. Der Scheunentrakt besitzt ein großes Tor auf der Stirnseite.
Eine landwirtschaftliche Erwerbsgrundlage der Siedlungsbewohner war damit vorhanden. In unmittelbarer Nachbarschaft befand sich das Kaliwerk „Glück Auf“ Sondershausen. Für die heranwachsenden Kinder der einstigen Neubauern bot dieses Bergwerk besser bezahlte Arbeitsplätze und später auch komfortable Werkswohnungen.
Mit der politischen Wende 1990 wurden verständlicherweise die Bewohner der Siedlung Neuheide aktiv, um ihre Wohnqualität zu verbessern. Der 1990 von der damaligen Bürgermeisterin Hutmacher vorhergesehene Bauboom trat ebenso ein. Das Thüringische Landesamt für Denkmalpflege und Archäologie beschloss 2004 die Aufhebung des Denkmalstatus für die Siedlung, da der ortsprägende Charakter der frühen 1950er Jahre nun nicht mehr erkennbar sei.

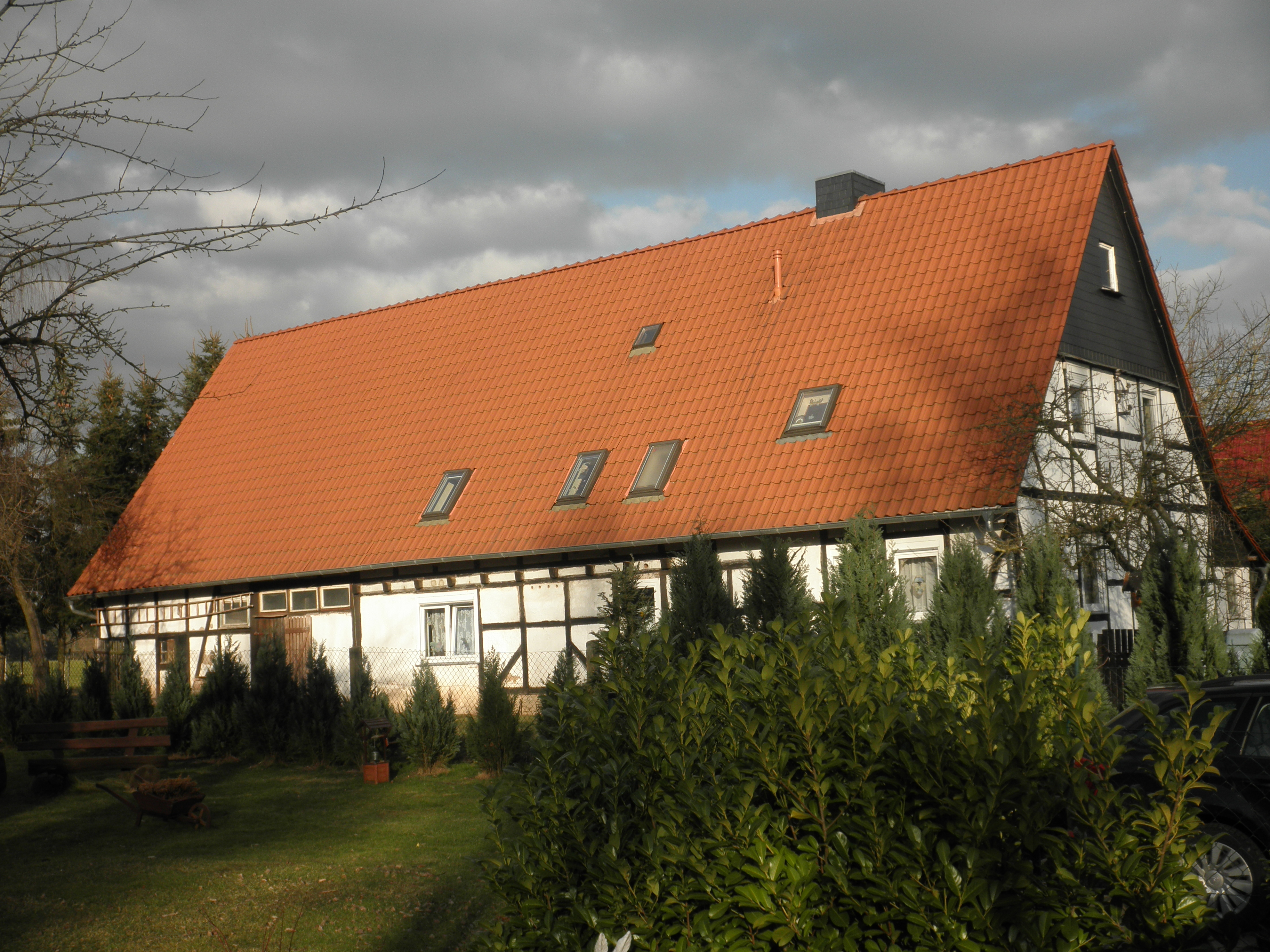
Neubauernhaus (gebaut nach 1945) in Neuheide (2015)
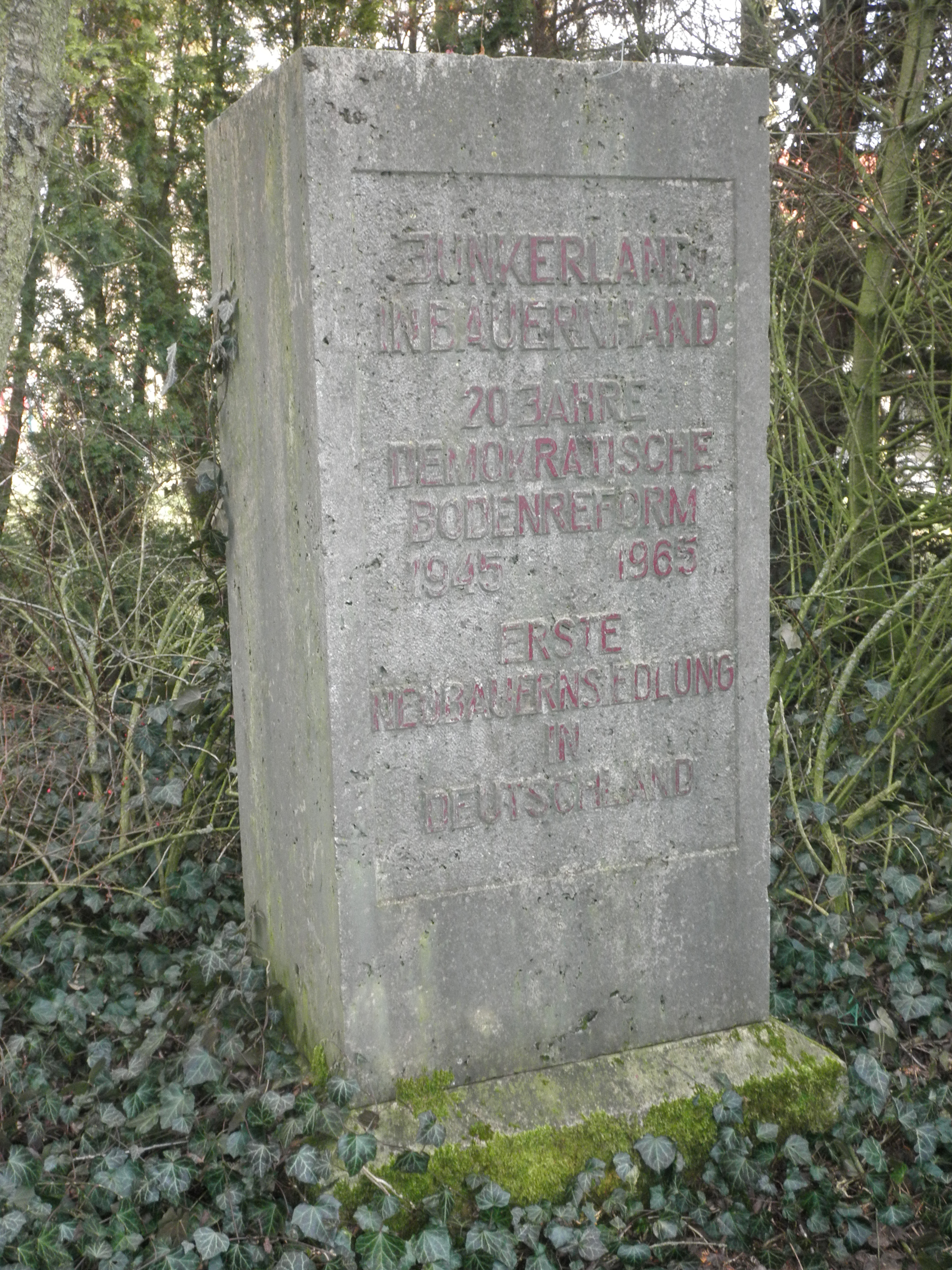
Bodenreform-Denkmal von 1965 in Neuheide (2015)